# Jorge Zárate
Jorge Zárate (San Luis Potosí, San Luis Potosí, 20 de enero de 1992) es un futbolista mexicano. Juega de mediocampista o extremo y su actual equipo es el  Correcaminos de la UAT F. C. de la Liga de Expansión MX.

## Trayectoria
Debutó el 11 de abril de 2010 con el Puebla en la cancha del Estadio Cuauhtémoc en la derrota ante Indios de Ciudad Juárez iniciando de titular pero jugando sólo medio tiempo siendo ese su único partido en toda la temporada para posteriormente jugar 9 partidos la siguiente temporada y posteriormente ser transferido a Lobos BUAP de la Liga de Ascenso donde jugó 32 partidos y anotando 3 goles y para el Apertura 2012 a pasa a Jaguares de Chiapas dónde en su primer torneo no jugó prácticamente ningún minuto teniendo que esperar al siguiente torneo para jugar apenas 4 partidos.
Ficha con el Monarcas Morelia cómo refuerzo para el Apertura 2013 y la Copa Mx de la cual sería campeón teniendo el una participación todo el torneo y hasta las semifinales contra Monterrey. El 13 de abril de 2014 anota su primer gol en Primera División ante Guadalajara en el Estadio Omnilife en partido que terminó con empate a 1.

### Clubes
| Club                   | País   | Año             | PJ | Goles |
| ---------------------- | ------ | --------------- | -- | ----- |
| Club Puebla            | México | 2010 - 2011     | 10 | 0     |
| Lobos BUAP             | México | 2011 - 2012     | 33 | 3     |
| Chiapas Fútbol Club    | México | 2012 - 2013     | 16 | 2     |
| Monarcas Morelia       | México | 2013 - 2015     | 58 | 4     |
| Atlas de Guadalajara   | México | 2015            | 11 | 0     |
| Monarcas Morelia       | México | 2015 - 2018     | 68 | 7     |
| Lobos BUAP             | México | 2018 - 2019     | 4  | 0     |
| Club Puebla            | México | 2019 - 2020     | 9  | 1     |
| Tlaxcala FC            | México | 2020 - 2021     | 25 | 4     |
| Mazatlán FC            | México | 2021 - 2022     | 13 | 0     |
| Correcaminos de la UAT | México | 2022 - Presente | 14 | 0     |

## Palmarés

### Campeonatos nacionales
| Título       | Equipo           | Sede   | Año  |
| ------------ | ---------------- | ------ | ---- |
| Copa Mx      | Monarcas Morelia | México | 2013 |
| SuperCopa MX | Monarcas Morelia | México | 2014 |